# Nigel Biggar
Nigel John Biggar CBE (14 maart 1955) is een Anglicaanse priester, theoloog en ethicus. Van 2007 tot 2022 was hij Regius hoogleraar morele en pastorale theologie aan de Universiteit van Oxford. Biggar is vooral bekend vanwege zijn controversiële opvattingen over Kolonialisme en het Britse Rijk.

## Levensloop
Biggar werd geboren op 14 maart 1955 in Castle Douglas, Schotland. Hij voltooide zijn opleiding aan de Monkton Combe School, een particuliere school nabij Bath, Somerset. Zijn studie richtte zich op moderne geschiedenis aan Worcester College, Oxford, waar hij in 1976 zijn Bachelor of Arts behaalde. Later, in lijn met de traditie, werd zijn BA in 1988 opgewaardeerd naar een Master of Arts-graad. Hij vervolgde zijn studie aan de Universiteit van Chicago, waar hij in 1980 een Master of Arts in religieuze studies behaalde. Ook voltooide hij in 1981 zijn Master of Christian Studies aan het evangelische Regent College in Vancouver. Zijn academische reis leidde hem terug naar de Universiteit van Chicago, waar hij in 1986 zijn doctoraat in de christelijke theologie afrondde.
Na zijn terugkeer naar Oxford in 1985 werd Biggar bibliothecaris en onderzoeksmedewerker bij Latimer House. Tussen 1987 en 1994 doceerde hij eveneens christelijke ethiek aan Wycliffe Hall, Oxford. In 1990 ontving hij de wijding tot diaken in de Kerk van Engeland, gevolgd door zijn priestergeloften in 1991. Gedurende het grootste deel van de jaren negentig diende hij als kapelaan en fellow aan Oriel College in Oxford. In 1999 bekleedde hij de Theologie-leerstoel aan de Universiteit van Leeds en in 2004 verhuisde hij naar de leerstoel Theologie en Ethiek aan Trinity College in Dublin. In 2007 werd hij Regius hoogleraar in morele en pastorale theologie aan de Universiteit van Oxford, waarbij hij tevens kanunnik was bij de Christ Church Cathedral. Hij ging uiteindelijk met pensioen in september 2022.

### Ethiek en Empire-project

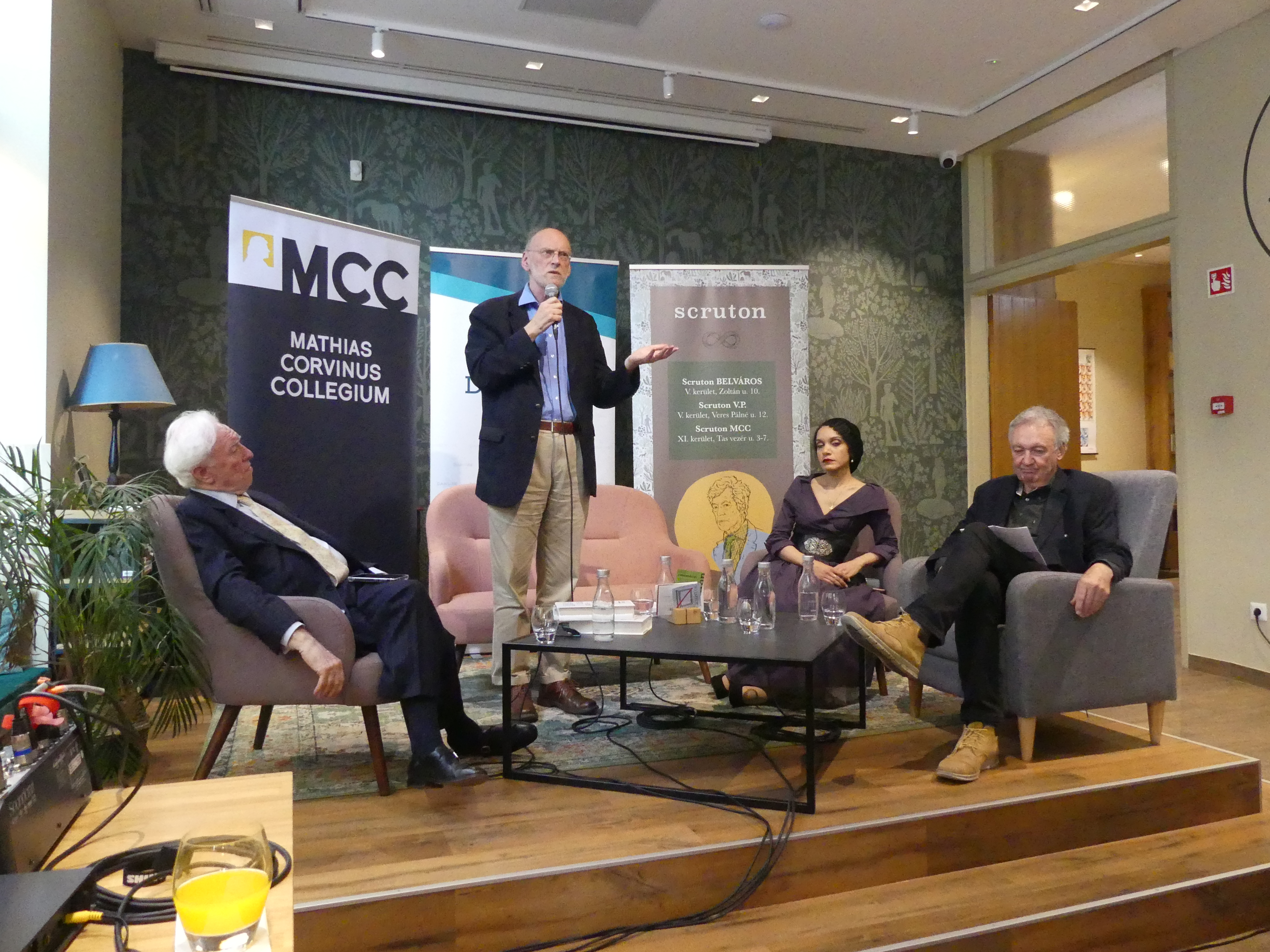
Bij Scruton Veres Pálné, Boedapest, Hongarije

In 2017 lanceerde Biggar een vijfjarig project aan de Universiteit van Oxford met de titel "Ethics and Empire". Het hoofddoel van dit project was om een nauwkeurige analyse te bieden van kritieken op de historische gebeurtenissen gerelateerd aan het Britse rijk. Dit initiatief streefde ernaar om een gebalanceerd perspectief te bieden op zowel de gewelddadige aspecten die verband hielden met het Britse rijk als de mogelijke voordelen ervan. Het project kreeg echter wijdverbreide kritiek van historici en academici, die betoogden dat het trachtte een evenwicht te vinden tussen de schadelijke daden gepleegd onder het mom van het Britse rijk en de vermeende gunsten ervan.
Bovendien ontving het project kritiek vanwege het feit dat het niet volledig aansloot bij de bredere academische opvattingen over imperialisme. Het was ook onderhevig aan kritiek vanwege het ontbreken van peer review en een grondig academisch debat. In een opiniestuk voor The Times deelde Biggar zijn inzichten over de ethiek van kolonialisme. Hij benadrukte dat de geschiedenis van het Britse rijk een mix van morele aspecten omvatte en betoogde dat schuldgevoelens met betrekking tot de koloniale erfenis wellicht een te verreikende reikwijdte hadden gekregen. Daarnaast verdedigde Biggar ook een artikel van Professor Bruce Gilley, getiteld "The Case for Colonialism". In dit artikel pleitte Gilley voor een evenwichtige herbeoordeling van het koloniale verleden. Biggar beschouwde Gilley's standpunt als zowel moedig als een oproep om het overmatige schuldgevoelens in het postkoloniale Groot-Brittannië te matigen.
Kolonialisme. Een morele afrekening
In 2023 bracht Biggar zijn boek "Colonialism: A Moral Reckoning" uit, waarin hij diepgaand onderzoek doet naar de ethiek van het kolonialisme. Hoewel aanvankelijk door Bloomsbury geaccepteerd voor publicatie, besloot de uitgever uiteindelijk om het boek niet uit te geven. Dit besluit werd genomen met als reden dat "de huidige publieke opinie over dit onderwerp niet gunstig is voor de publicatie van het boek". Het boek heeft zowel lof als kritiek ontvangen voor zijn inhoud en benadering.

## Selectie publicaties
- The Hastening that Waits: Karl Barth's Ethics (1993)
- Good Life: Reflections on What We Value Today (1997)
- Burying the Past: Making Peace and Doing Justice After Civil Conflict (2001)
- Aiming to Kill: The Ethics of Euthanasia and Assisted Suicide (2003)
- Religious Voices in Public Places (2009)
- Behaving in Public: How to Do Christian Ethics (2011)
- In Defence of War (2013)
- Between Kin and Cosmopolis: An Ethic of the Nation (2014)
- What's Wrong with Rights? (2020)
- Colonialism. A Moral Reckoning (2023)